# Агаренський
Агаренський — селище в Сальському районі Ростовській області Росії, входить в Гігантовське сільське поселення.